# Élections municipales syriennes de 2022
Les élections municipales syriennes de 2022 ont lieu le 18 septembre 2022 afin d'élire les conseillers municipaux. Les élections sont organisées dans les parties du pays contrôlées par le gouvernement de Bachar el-Assad, dans le contexte de la guerre civile syrienne,,.